# Grand Prix Argentiny 1980
XVI Gran Premio de la Republica Argentina tedy již 16. ročník Velké ceny Argentiny se odehrál na okruhu nedaleko hlavního města Buenos Aires. Poté, co Formuli 1 opustila hned tři velká esa (Niki Lauda, James Hunt a Jacky Ickx) se v argentinské Grand Prix prosadili především mladíci. Zvítězil sice Alan Jones na bílém Williamsu a naznačil hned v úvodu šampionátu, že se s ním musí počítat, ale další místa již patřila juniorům, druhý Nelson Piquet na Brabhamu, Keke Rosberg s přepracovaným vozem Wolf (Fittipaldiho projekt Skol), Derek Daly, Bruno Giacomelli a Alain Prost.
XVI Gran Premio de la Republica Argentina
- 13. leden 1980
- Okruh Buenos Aires
- 53 kol x 5,968 km = 316,304 km
- 329. Grand Prix
- 6. vítězství pro Alana Jonese
- 6. vítězství pro Williams
- 20. vítězství pro Austrálii
- 5. vítězství pro vůz se startovním číslem 27

## Výsledky

### Pořadí v cíli
| Pozice | Jezdec                | Vůz             | Čas              |
| ------ | --------------------- | --------------- | ---------------- |
| 1      | Alan Jones            | Williams FW07   | 1:43'24.380      |
| 2      | Nelson Piquet         | Brabham BT 49   | á 0:24,590       |
| 3      | Keke Rosberg          | Fittipaldi F7   | á 1:18.640       |
| 4      | Derek Daly            | Tyrrell 009     | á 1:23.480       |
| 5      | Bruno Giacomelli      | Alfa Romeo 179  | á 1 kolo         |
| 6      | Alain Prost           | McLaren M29B    | á 1 kolo         |
| 7      | Ricardo Zunino        | Brabham BT 49   | á 2 kola         |
| Kolo   | Odstoupili            | -               | -                |
| 46     | Patrick Depailler     | Alfa Romeo 179  | Motor            |
| 45     | Jody Scheckter        | Ferrari 312T5   | Motor            |
| 44     | Clay Regazzoni        | Ensign N 180    | Neklasifikován   |
| 37     | Emerson Fittipaldi    | Fittipaldi F7   | Neklasifikován   |
| 36     | Gilles Villeneuve     | Ferrari 312T5   | Řízení           |
| 30     | Jacques Laffite       | Ligier JS 11/15 | Motor            |
| 31     | Marc Surer            | ATS D3          | Požár            |
| 27     | Riccardo Patrese      | Arrows A3       | Motor            |
| 20     | Jochen Mass           | Arrows A3       | Převodovka       |
| 22     | Mario Andretti        | Lotus 81        | Vstřikování      |
| 12     | Carlos Reutemann      | Williams FW07B  | Motor            |
| 7      | Elio de Angelis       | Lotus 81        | Zavěšení         |
| 5      | John Watson           | McLaren M29B    | Převodovka       |
| 3      | Jean Pierre Jabouille | Renault RE 20   | Spojka           |
| 2      | René Arnoux           | Renault RE 20   | Zavěšení         |
| 1      | Didier Pironi         | Ligier JS 11/15 | Motor            |
| 1      | Jean Pierre Jarier    | Tyrrell 009     | Nehoda           |
| -      | Nestartovali          | -               | -                |
| -      | David Kennedy         | Shadow DN11     | 1'50.25 / 105.8% |
| -      | Jan Lammers           | ATS D3          | 1'51.59 / 107.1% |
| -      | Stefan Johansson      | Shadow DN11     | 1'51.57 / 107.1% |
| -      | Eddie Cheever         | Osella FA1      | 1'54.12 / 109.6% |

### Nejrychlejší kolo
- Alan Jones Williams 1:50,45 – 194,521
- 4. nejrychlejší kolo pro Alana Jonese
- 6. nejrychlejší kolo pro Williams
- 16. nejrychlejší kolo pro Austrálii
- 8. nejrychlejší kolo pro vůz se startovním číslem 27

### Vedení v závodě
- 1. - 17. kolo - Alan Jones
- 18.-29. kolo - Jacques Laffite
- 30. - 53. kolo - Alan Jones

### Postavení na startu
- Alan Jones Williams 1'44.17
- 4. Pole position pro Alana Jonese
- 4. Pole position pro Williams
- 17. Pole position pro Austrálii
- 4. Pole position pro vůz se startovním číslem 27

| 1. řada  | 2                                     | 1                                     |
|          | Jacques Laffite Ligier 1'44.44        | Alan Jones Williams 1'44.17           |
| 2. řada  | 4                                     | 3                                     |
|          | Nelson Piquet Brabham 1'45.02         | Didier Pironi Ligier 1'44.64          |
| 3. řada  | 6                                     | 5                                     |
|          | Mario Andretti Lotus 1'45.78          | Elio de Angelis Lotus 1'45.46         |
| 4. řada  | 8                                     | 7                                     |
|          | Gilles Villeneuve Ferrari 1'46.07     | Riccardo Patrese Arrows 1'46.01       |
| 5. řada  | 10                                    | 9                                     |
|          | Carlos Reutemann Williams 1'46.19     | Jean Pierre Jabouille Renault 1'46.15 |
| 6. řada  | 12                                    | 11                                    |
|          | Alain Prost McLaren 1'46.75           | Jody Scheckter Ferrari 1'46.28        |
| 7. řada  | 14                                    | 13                                    |
|          | Jochen Mass Arrows 1'47.05            | Keke Rosberg Fittipaldi 1'46.97       |
| 8. řada  | 16                                    | 15                                    |
|          | Ricardo Zunino Brabham 1'47.41        | Clay Regazzoni Ensign 1'47.18         |
| 9. řada  | 18                                    | 17                                    |
|          | Jean Pierre Jarier Tyrrell 1'47.83    | John Watson McLaren 1'47.70           |
| 10. řada | 20                                    | 19                                    |
|          | Bruno Giacomelli Alfa Romeo 1'48.44   | René Arnoux Renault 1'48.24           |
| 11. řada | 22                                    | 21                                    |
|          | Derek Daly Tyrrell 1'48.95            | Marc Surer ATS 1'48.86                |
| 12. řada | 24                                    | 23                                    |
|          | Emerson Fittipaldi Fittipaldi 1'49.42 | Patrick Depailler Alfa Romeo 1'49.20  |
| -------- | ------------------------------------- | ------------------------------------- |

### Zajímavosti
- V závodě debutovali Alain Prost, Dave Kennedy, Stefan Johansson.
- V závodě se poprvé představily vozy Arrows A3, Ensign N1890, Ferrari 312T5, Fittipaldi F7, Ligier JS11/15, Lotus 81, McLaren M29B, Osella FA1, Renault RE20, Shadow DN11 a Williams FW07B
- Jody Scheckter a Mario Andretti startovali ve 100 GP.
- Rene Arnoux startoval v 25 GP

| Pole position | Vítězství     | Nej. kolo     |
| Alan Jones    | Alan Jones    | Alan Jones    |
| Williams FW07 | Williams FW07 | Williams FW07 |
| 1'44.17       | 1:43'24.380   | 1'50.45       |
| 206.247 km/h  | 183.531 km/h  | 194.521 km/h  |
| ------------- | ------------- | ------------- |

### Stav MS
- Zelená - vzestup
- Červená - pokles

| * | Jezdec           | Body |
| - | ---------------- | ---- |
| 1 | Alan Jones       | 9    |
| 2 | Nelson Piquet    | 6    |
| 3 | Keke Rosberg     | 4    |
| 4 | Derek Daly       | 3    |
| 5 | Bruno Giacomelli | 2    |
| 6 | Alain Prost      | 1    |

| * | Vůz        | Body |
| - | ---------- | ---- |
| 1 | Williams   | 9    |
| 2 | Brabham    | 6    |
| 3 | Fittipaldi | 4    |
| 4 | Tyrrell    | 3    |
| 5 | Alfa Romeo | 2    |
| 6 | McLaren    | 1    |

| * | Stát      | Body |
| - | --------- | ---- |
| 1 | Austrálie | 9    |
| 2 | Brazílie  | 9    |
| 3 | Finsko    | 4    |
| 4 | Irsko     | 3    |
| 5 | Itálie    | 2    |
| 6 | Francie   | 1    |